# Waldbrände in Griechenland
Regelmäßig treten Waldbrände in Griechenland begünstigt durch das mediterrane Klima, brennbare Vegetation und menschliche Aktivitäten auf.

## Ursachen
Nur etwa die Hälfte aller Waldbrände in Griechenland haben eine nachgewiesene Brandursache. Die meisten dieser Brände wurden durch das Abbrennen landwirtschaftlicher Flächen und Wiesen zur Rodung unerwünschter Vegetation (33 %) verursacht. Weitere häufige Brandursachen sind Brandstiftung (23 %), Fahrlässigkeit (12 %) und Blitze (8 %). Auch auf Deponien entzündete Brände (6 %) spielen eine Rolle. Der Großteil aller Waldbrände (62 %) bricht zwischen Juli und September aus. Diese machen auch 85 % der gesamten verbrannten Fläche aus.
Der „Weltklimarat“ IPCC prognostizierte in seinem 2022 erschienenen Sechsten Sachstandsbericht, dass durch Hitze verursachte Feuerwetterlagen in Südeuropa um 14 % zunehmen werden, wenn sich der Planet um 2,5 °C erwärmt (RCP4.5). Für das zukünftige Waldbrandrisiko spielen jedoch auch beispielsweise gesellschaftliche Faktoren eine Rolle.

## Geschichte

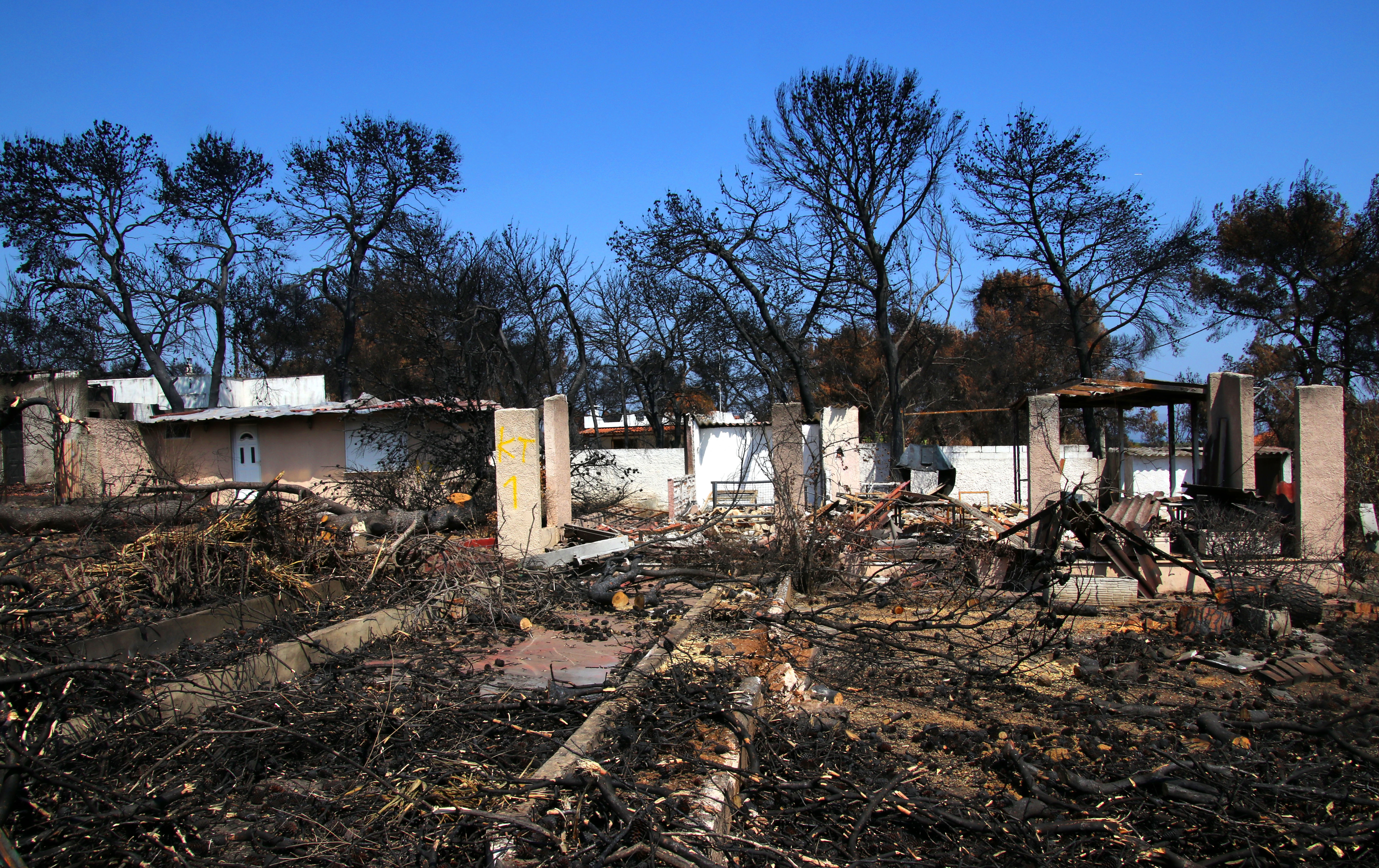
Zerstörung durch Waldbrände in Attika 2018

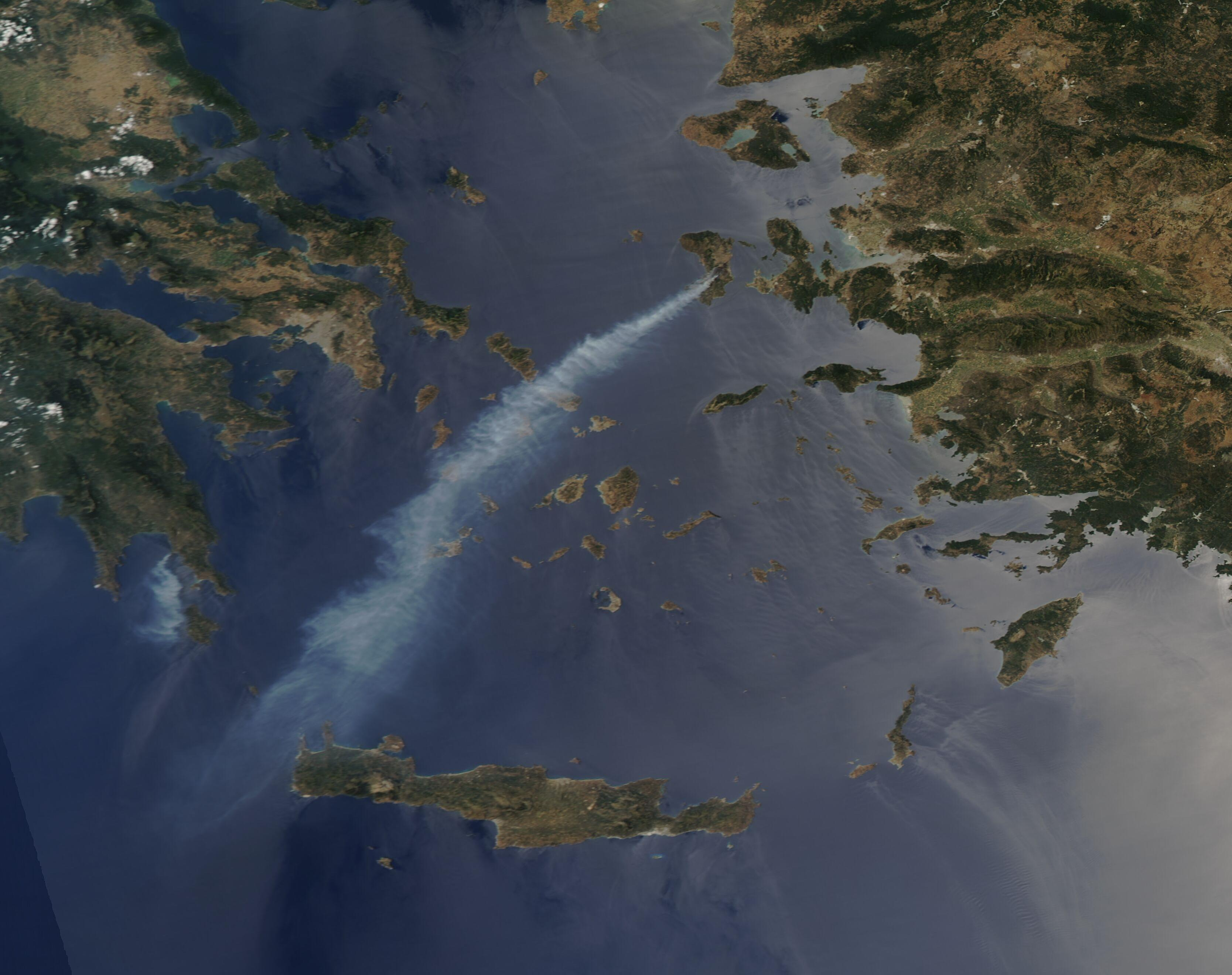
Moderate-resolution Imaging Spectroradiometer-Satellitenbild einer von Waldbränden auf Chios ausgehenden Rauchwolke (25. Juni 2025)

In den Jahren 1982 bis 1998 brannten in Griechenland rund 8,75 Millionen Hektar Waldfläche ab, wovon 1,03 Millionen Hektar wieder aufgeforstet wurden.
Nach verbrannter Landfläche am verheerendsten war mit über 270.000 Hektar die Waldbrandsaison 2007, davon lagen mit 31.356 ha etwa 11,6 % in Natura-2000-Schutzgebieten. Der tödlichste Waldbrand der Landesgeschichte ereignete sich bei den Waldbränden 2018 in Attika mit über 100 Todesopfern in Mati (Stand Juli 2025).

## Jahresstatistik
Die folgenden Zahlenwerte beruhen auf Angaben des europäischen Waldbrandinformationssystems EFFIS (European Forest Fire Information System). Berücksichtigt sind alle Waldbrände ab einer Fläche von etwa 30 Hektar. Der Jahresdurchschnittswert für 2006–2024 liegt bei 50.318 ha mit Höchstwerten in den Jahren 2007 (271.715 ha), 2021 (130.744 ha) und 2023 (174.773 ha). Die durchschnittlich pro Jahr verbrannte Fläche entspricht etwa 0,38 % der gesamten Landesfläche Griechenlands. Höher fällt der Anteil innerhalb der Europäischen Union lediglich in Portugal mit 1,05 % der Landesfläche aus.
| Jahr                  | Verbrannte Fläche [ha] | Anzahl Waldbrände |
| --------------------- | ---------------------- | ----------------- |
| 2006                  | 16.294                 | 22                |
| 2007                  | 271.715                | 139               |
| 2008                  | 24.988                 | 46                |
| 2009                  | 42.807                 | 46                |
| 2010                  | 6.472                  | 21                |
| 2011                  | 35.713                 | 80                |
| 2012                  | 52.487                 | 83                |
| 2013                  | 19.762                 | 32                |
| 2014                  | 14.815                 | 31                |
| 2015                  | 11.613                 | 27                |
| 2016                  | 31.707                 | 52                |
| 2017                  | 20.041                 | 57                |
| 2018                  | 12.037                 | 33                |
| 2019                  | 10.736                 | 53                |
| 2020                  | 14.915                 | 88                |
| 2021                  | 130.744                | 85                |
| 2022                  | 22.480                 | 66                |
| 2023                  | 174.773                | 56                |
| 2024                  | 41.948                 | 86                |
| 2025 (Stand 31. Juli) | 19.464                 | 27                |